# Гордезиани, Рисмаг Вениаминович
Рисмаг Вениаминович Гордезиани (груз. რისმაგ ბენიამინის ძე გორდეზიანი; 9 июня 1940 — 13 августа 2025) — советский и грузинский философ

, доктор философских наук, профессор, член-корреспондент Академии наук Грузинской ССР (1988), академик Академии наук Грузии (2013). Лауреат премии Ленинского комсомола в области науки и техники (1973).

## Биография
Родился 9 июня 1940 года в Кутаиси, Грузинской ССР.
С 1958 по 1963 год обучался в Тбилисском государственном университете. С 1963 по 1966 год обучался в аспирантуре этого университета.
С 1967 по 2006 год на научно-педагогической работе в Тбилисском государственном университете в должностях: с 1967 по 1976 год — доцент, с 1976 по 2006 год — профессор кафедры классической филологии, одновременно с 1982 по 2006 год — заведующий лабораторией исследований средиземноморской культуры и с 1989 по 2006 год —
руководитель отдела классической филологии. С 1993 по 2006 год — проректор этого университета.
С 1997 года — директор Института классической филологии, Византии и неоязычества в системе Тбилисского государственного университета и одновременно с 2006 года — почётный профессор этого университета.
Умер 13 августа 2025 года в возрасте 85 лет.

### Научно-педагогическая деятельность и вклад в науку
Основная научно-педагогическая деятельность Р. В. Гордезиани была связана с вопросами в области грузиноведения и картвелологии, этиологии и этрускологии, истории древней литературы и древнейшей цивилизации, латинской и греческой лингвистики. Р. В. Гордезиани являлся главным редактором международного научного журнала «Фазис» и энциклопедии «Античный Кавказ». Почётный доктор Батумского государственного университета, почётный член Греческого археологического общества и член-корреспондент Саксонской академии наук.
В 1967 году защитил кандидатскую диссертацию по теме: "«Каталог кораблей» «Илиады» : Филолого-ист. анализ", в 1974 году защитил докторскую диссертацию на соискание учёной степени доктор философских наук по теме: «Проблема единства и формирования гомеровского эпоса». В 1990 году ему присвоено учёное звание профессор. В 1988 году был избран членом-корреспондентом Академии наук Грузинской ССР, в 2013 году — действительным членом НАН Грузии. Р. В. Гордезиани было написано более двухсот пятидесяти научных работ, в том числе двадцать восемь монографий.

## Награды
- Орден Чести (2003)[4]
- Орден Почёта (Греция)[4]
- Почётный гражданин Тбилиси (2021)
- Лауреат премии Ленинского комсомола в области науки и техники (1973 — за цикл работ по гомерологии и эгеистике)

## Основные труды
- «Каталог кораблей» «Илиады» : Филолого-ист. анализ. — Тбилиси, 1967. — 302 с.
- «Илиада» и вопросы истории и этногенеза древнейшего населения Эгеиды / Р. В. Гордезиани. — Тбилиси : Изд-во Тбилис. ун-та, 1970. — 39 с.
- Проблема единства и формирования гомеровского эпоса. — Тбилиси, 1973. — 411 с.
- Проблемы гомеровского эпоса / Тбил. гос. ун-т. — Тбилиси : Изд-во Тбил. ун-та, 1978. — 394 с.
- Археология. Классическая филология. Византинистика / Редкол.: Р. В. Гордезиани (ред.) и др. — Тбилиси : Изд-во Тбил. ун-та, 1978. — 190 с.
- Догреческий и картвельский / Р. В. Гордезиани. — Тбилиси : Изд-во Тбил. ун-та, 1985. — 222 с.
- Культура антич. мира. От героической эпохи до архаики. — Тбилиси : Мерани, 1988. — 316 с[5]